# Personne de Peleliu
Une personne de Peleliu est une dénomination juridique résultant de la constitution  de l'État de Peleliu. 
Cette dénomination se distingue de la citoyenneté paluane en ce qu'elle permet de déterminer les personnes participant à la vie politique de l’État de Peleliu. Elle est également présente à Hatohobei et Sonsorol mais pas à Angaur et Koror où une citoyenneté est établie (les citoyennetés d'Angaur et de Koror).

## Définition
Selon l'article 3 de la constitution, une personne de Peleliu est :
- soit une personne ayant pour ancêtre biologique un membre de l'un des clans reconnus de Peleliu ;
- soit une personne ayant été intégrée à l'un des clans de l’État conformément à leurs coutumes et traditions.

## Droits
Ce statut donne le droit de se présenter aux élections afin de devenir gouverneur de Peleliu ou membre de la Législature de Peleliu.

## Sources